# Utrechts Nieuwsblad
Het Utrechts Nieuwsblad is een Nederlands dagblad dat van 1893 tot 1982 in Utrecht en van 1982 tot 2005 in Houten werd uitgegeven.

## Geschiedenis
Het Utrechtsch Volksblad werd opgericht door Johan de Liefde op 2 mei 1893. Het blad verscheen toen drie keer per week. Op 7 november 1893 werd de naam gewijzigd in het Utrechtsch Nieuwsblad (UN). In februari 1894 werd het UN een dagblad.
In 1933 werd Gerrit Jan van Heuven Goedhart hoofdredacteur. Hij waarschuwde herhaaldelijk voor het gevaar van de NSB, die haar hoofdkantoor ook in Utrecht had. Op 17 mei 1940 werd hij "wegens de veranderde politieke omstandigheden" ontslagen. 
De krant bleef aanvankelijk verschijnen in oorlogstijd maar het laatste exemplaar verscheen op 30 juni 1944. De publicatie werd hervat op 2 maart 1946. Per 1 oktober 1971 werd de regionale katholieke krant Het Centrum overgenomen door het Utrechts Nieuwsblad.
In juni 1980 besloten de erven van Johan de Liefde het UN te verkopen. In mei 1981 werd het dagblad daadwerkelijk verkocht aan Wegener. In 2005 ging het UN samen met andere regionale kranten op in het Algemeen Dagblad.

## Feuilleton
In 1974 en 1975 verscheen in het Utrechts Nieuwsblad het dagboek van Betje Boerhave, een negentiende-eeuwse kruideniersvrouw, als feuilleton. In 2017 werd op de website van Nieuws030 duidelijk gemaakt dat dit dagboek gefingeerd is en deze vrouw niet heeft bestaan.